# Hans-Eberhard Ernst
Hans-Eberhard Ernst (* 11. Mai 1933 in Berlin) ist ein deutscher Gebrauchsgrafiker.

## Leben und Werk
Ernst studierte von 1951 bis 1955 Gebrauchsgrafik an der Fachschule für Werbung und Gestaltung Berlin-Hohenschönhausen und war dann bis 1957 Assistent des Ausstattungsleiters der Volksbühne am Rosa-Luxemburg-Platz, Roman Weyl. Von 1957 bis 1959 war er beim Deutschen Fernsehfunk für die Grafik der Hauptabteilung Dramatische Kunst zuständig. Danach arbeitete er in Berlin freischaffend als Gebrauchsgrafiker, vor allem weiter für das Fernsehen. Er war Mitglied der damals neugebildeten Arbeitsgruppe „Werbung auf dem Sender“ und arbeitete für Werbesendungen des 2. Programms insbesondere an Flachfiguren- und Zeichentrickfilmen. U. a. schuf er 1969 für eine Zeichentrick-Serie die Titelfiguren Tips und Taps. Die Filme wurden im DEFA-Studio für Trickfilme in Dresden gedreht. Auch für die DEFA entwarf Ernst Trickfilme.
Außerdem war Ernst Plakat- und Buchgestalter, Illustrator und Cartoonist. Für Industriebetriebe und den Volksbuchhandel entwarf er Plakate, Prospekte und Handzettel. Er gestaltete insbesondere mehr als 150 Film-, Theater- und politische Plakate und Illustrationen für Zeitschriften und für etwa 50 Bücher. Zu seinen Auftraggebern gehörten u. a. die Verlage Eulenspiegel, Verlag der Nation und Verlag Neues Leben.
In der Zeit der politischen Wende und nach der deutschen Wiedervereinigung schuf er satirische Zeichnungen für den Eulenspiegel, danach gestaltete er für das Konzerthaus Berlin u. a. Bühnenbilder. Weitere Zeitschriften und Zeitungen wie Das Magazin und bis 1997 das Neue Deutschland veröffentlichten Cartoons und Karikaturen Ernsts. Ernst illustrierte weiter Bücher des Eulenspiegel-Verlags und ab 1996 des leiv Leipziger Kinderbuchverlag. U. a. illustrierte er Verse und Satiren Hansgeorg Stengels.
Ernst ist Mitglied der Pirckheimer-Gesellschaft und war bis 1990 Mitglied des Verbands Bildender Künstler der DDR. Er erhielt 1987 die Verdienstmedaille der DDR.
Werke Ernsts befinden sich in der Kunstbibliothek Berlin und der Staatsbibliothek zu Berlin.

## Rezeption
In den Arbeiten Ernsts „überwiegt ein feiner, oft hintergründiger Humor, der Hang zu ironischer Überzeichnung und karikierender Zuspitzung. Wortspiele werden in Bildspiele übersetzt, Gesten in Zeichen.“
Er „war einer der Gebrauchsgrafiker, die wieder zeichnerische Elemente und Gestaltungsmittel mit denen der Fotografie verbanden.“

## Werke (Auswahl)
- Untergang der Botanik (1983, Feder/Aquarell, 44 × 31 cm; Satiricum Greiz)
- Illustration zu Hans Sirecki: Eulen-Almanach der Traumdeutung. Ein entbehrliches Nachschlagwerk für Träumer. Eulenspiegel Verlag, Berlin, 1987 (1986/1987, graphische Collage?; auf der X. Kunstausstellung der DDR)[5]

## Ausstellungen (unvollständig)

### Einzelausstellung
- 2013: Berlin, Foyer der Kunstbibliothek

### Teilnahme an zentralen und wichtigen regionalen Ausstellungen in der DDR
- 1972 bis 1988: Dresden, VII. bis X. Kunstausstellung der DDR
- 1976, 1982 und 1986: Berlin, Bezirkskunstausstellungen (Gebrauchsgrafik)